# Château de Lacombe
Le château de Lacombe est un château situé à Tarascon-sur-Ariège (anciennement Banat) juste à côté du parc de la Préhistoire, dans l'Ariège (France). 
Deux de ses cheminées sont classées au titre de monuments historiques par arrêté du 21 mars 1983. Le reste de l'édifice est ensuite protégé par inscription par arrêté du 18 juin 1992.

## Historique

### Origine
Le château de Lacombe, est modifié au XVIIe siècle par la famille Deguilhem pour lui donner sa configuration actuelle. Néanmoins, cette construction récente est certainement élevée sur les vestiges d'une fortification plus ancienne. Il dépendait du comté de Foix.
Le prélude à l'édification du château est l'achat en 1634 d'une ancienne métairie, semblable à une ferme-forte, pour 9400 livres par un capitaine de Rabat et fondé de pouvoir du comte de Foix, François III Deguilhem qui devient seigneur de Lacombe ; il était déjà seigneur de Subra. Les lieux étaient sans doute fortifiés à cause de l'instabilité certaine de la région, en proie aux troubles frontaliers, aux troupes de brigands, et aux réminiscences des guerres de Religion.

### Le château
En 1747, la seigneurie de Lacombe appartenait toujours à la famille de Guilhem (anoblie depuis 1699), puisque Bernard de Lapeyrère (arrière-petit fils de François III Deguilhem de Lacombe et de Anne II de Saint Pastou de Lapeyrère) est mentionné comme seigneur des lieux, à l'occasion d'un différend avec André Alaux, consul de Tarascon. Ses descendants sont mentionnés au château jusqu'en 1789.
En 1891, il appartient à Raoul Saint-Jean de Pointis, membre de la Société des agriculteurs de France et ancien capitaine d'infanterie. A la même époque, il est encore meublé dans un style Louis XIII. La famille de Pointis est toujours présente à Lacombe en 1910. Le château passe plus tard à la famille Ginesty.

## Architecture
Le château de Lacombe est une maison-forte s'organisant sous la forme d'un grand quadrilatère sur trois étages. Elle est flanquée de trois constructions en ses angles, de différentes tailles, ainsi que d'une échauguette à mâchicoulis dans le dernier angle. L'ensemble est couvert d'ardoises. Avec une annexe à la toiture de briques au Sud, elle il encadre une petite cour intérieure. Cette annexe est cantonnée de deux tourelles carrées en ses angles. On accède à la demeure par une allée bordée de platanes centenaires.
Les façades nord-ouest et nord-est présentent des vestiges de corbeaux. Ceux-ci aurait pu soutenir un chemin de ronde aujourd'hui disparu. La plupart des ouvertures sont des fenêtres à meneaux, et l'entrée se fait par une porte surmontée d'un linteau de pierre et d'un arc de décharge
Le mobilier intérieur comprend deux grandes cheminées, une au premier dans le grand salon et une au second dans le petit salon. Elles sont toutes deux classées. On trouve aussi une troisième cheminée, avec un manteau couvert d'une peinture. Les trois foyers sont en stuc sculpté. Elles rappellent les travaux de Primatice au château de Fontainebleau.  

## Famille de Guilhem
Selon P. Poujade, la famille Deguilhem puis de Guilhem serait une famille originaire du comté de Foix. P. Poujade relaye manifestement les affirmations d'Henri Ginesty qui sont sujettes à caution, comme l'a montré Thierry del Rosso-d'Hers dans un ouvrage de 2021.

### Origine
Selon Ginesty & Poujade, les Deguilhem apparaîtraient pour la première fois dans le secteur de Tarascon-sur-Ariège au milieu du XVIe siècle, lorsqu'ils s'installent à Rabat-les-Trois-Seigneurs. Leur première mention date précisément de 1560, lorsque Antoine Deguilhem prend à ferme un grand nombre de droits sur le village, dont les moulins. Décrit comme notaire, procureur et fermier du comte, il est cité en tant que propriétaire d'une demeure au village en 1593. Les membres de la famille sont ensuite marchands à Tarascon, et probablement chefs de la milice villageoise de Rabat, lors des guerres de Religion, au regard de leur titre de "capitaine de Rabat". 
Thierry del Rosso-d'Hers a montré que l'implantation des Guilhem dans la région de Tarascon-sur-Ariège est plus ancienne, avec Bernard qui est notaire à Tarascon dès 1500. De plus, le généalogiste du Roi Charles d'Hozier (1640-1732) fournit une généalogie pour cette famille, généalogie remontant en ligne agnatique jusque vers 1330. Manifestement, ces données étaient ignorées de H. Ginesty et P. Poujade.

### De roturiers à nobles
La famille, roturière au moment de son implantation à Rabat-les-Trois-Seigneurs, profite de son élévation sociale pour se lier avec la noblesse. Ainsi, en 1624, François Deguilhem épouse noble Anne de Saint Pastou de Lapeyrère. En 1666, son fils Bernard Deguilhem, tout juste marié à Marie de Lestang, la fille du seigneur de Celles, fait une demande de reconnaissance de l'état de noblesse auprès de l'intendant de Montauban Claude Pellot, afin d'obtenir le titre de noble. Selon l'opinion développée par P. Poujade, cette démarche, qui aurait été refusée en 1666 en l'absence de preuves suffisantes de noblesse, aurait aboutit positivement en 1699, et ce malgré une lettre anonyme dénonçant cette famille en tant que faux-nobles. Poujade et Ginesty prétendent également que cette reconnaissance serait basée sur une fausse généalogie les faisant remonter à Raymond de Guilhem seigneur du Bourguet (lien qui serait erroné avec la famille de Raymond Guilhem de Budos, toujours selon Ginesty & Poujade). Ces mêmes auteurs prétendent enfin que les Guilhem de Rabat se seraient rattachés frauduleusement à la prestigieuse famille des Guilhem de Clermont-Lodève, empruntant leurs armes. Pourtant la comparaison montre très facilement que les lignées agnatiques des deux familles ne correspondent pas. Les affirmations de H. Ginesty et de P. Poujade doivent donc être révisées; c'est ce qu'a effectué Thierry del Rosso-d'Hers in : "Histoire et généalogie de la famille d'Hers et de ses alliances (1389-1844)". 
En 1728, les biens du défunt noble Bernard de Guilhem, sont saisis en faveur de la Chartreuse de Toulouse alors qu'ils avaient été récupérés par sa veuve Marie de Lestang.